# Тасос Митропулос
Тасос Митропулос (грч. Τάσος Μητρόπουλος; Волос, 23. август 1957) бивши је грчки фудбалер.

## Каријера
Рођен је 23. августа 1957. године у Волосу, а фудбалску каријеру започео је у локалном тиму Арис Петрополи. Године 1976. прешао је у Етникос Пиреј, где је играо пет сезона. Од 1981. постао је члан Олимпијакоса, са којим је освојио три титуле првака Грчке и два Купа Грчке.
Митропоулос је касније играо две сезоне за атински АЕК, освојивши две титуле у првенству. У дресу Панатинаикоса вечитог ривала Олимпијакоса, одиграо је само једну првенствену утакмицу. Вратио се у Олимпијакос 1997. године, где је завршио играчку каријеру. Навијачи Олимпијакоса су му дали надимак „Рамбо”.
Био је истакнути играч сениорске репрезентације Грчке у периоду између 1978. и 1994, одиграо је 77 утакмица и постигао 8 голова. Био је у саставу грчке репрезентације на Светском првенству 1994. године, које је одржано у Сједињеним Државама.
Након одласка у пензију 1998. године, постао је помоћни тренер Душану Бајевићу, Алберту Бигону, Јанису Мацуракису и Такису Лемонису на клупи Олимпијакоса. Као помоћни тренер учествовао је у освајању четири узастопна првенства Грчке: 1999, 2000, 2001. и 2002. године.
Након завршетка играчке каријере, Митропоулос је постао политичар и био функционер у градском већу Пиреја. Члан је политичке странке Нова демократија.

## Трофеји
Олимпијакос
- Првенство Грчке: 1982, 1983, 1987, 1998.
- Куп Грчке: 1990, 1992.

АЕК
- Првенство Грчке: 1993, 1994.

Панатинаикос
- Првенство Грчке: 1995.
- Куп Грчке: 1995.
- Суперкуп Грчке: 1994.